# Орехов, Владимир Викторович
Влади́мир Ви́кторович Орехов (1948—1969) — младший сержант Советской Армии, участник событий на острове Даманский 1969 года, Герой Советского Союза (1969).

## Биография
Родился 31 декабря 1948 года в Комсомольске-на-Амуре. После окончания средней школы и ПТУ работал сборщиком корпусов на судостроительном заводе. В 1968 году Орехов был призван на службу в Советскую Армию.
Участвовал в боях с китайскими войсками во время событий на острове Даманский, будучи пулемётчиком 5-й роты 2-го батальона 199-го мотострелкового полка 135-й мотострелковой дивизии 45-го армейского корпуса Дальневосточного военного округа. 15 марта 1969 года 199-й полк был выдвинут на поддержку пограничникам. В бою он лично уничтожил китайский пулемётный расчёт и большое количество солдат и офицеров, сам был ранен, но продолжал сражаться, пока не погиб. Похоронен на воинском кладбище в посёлке Филино Дальнереченского района Приморского края.
Указом Президиума Верховного Совета СССР от 31 июля 1969 года за «мужество и отвагу, проявленные при выполнении воинского долга» младший сержант Владимир Орехов посмертно был удостоен высокого звания Героя Советского Союза. Также посмертно был награждён орденом Ленина. Навечно зачислен в списки личного состава воинской части.
В честь В. В. Орехова названа улица в его родном городе, а также школа и техникум, в которых он учился.